# Amado Granell-Montolivet (métro de Valence)
Amado Granell-Montolivet est une station de la ligne 10 du métro de Valence. Elle est située sous l'avenue d'Amado Granell Mesado, dans le district de Quatre Carreres, à Valence.

## Situation sur le réseau
Établie en souterrain, la station Amado Granell-Montolivet du métro de Valence est située sur la ligne 10, entre Russafa et Quatre Carreres. Elle est la dernière station de la L10 située sous terre.

## Histoire
La station ouvre au public le 17 mai 2022, à l'occasion de la mise en service de la ligne 10.